# Paloma Herrera
Paloma Herrera (sinh ngày 21 tháng 12 năm 1975) là một vũ công ba lê nổi tiếng người Argentina, từng là vũ công chính của Nhà hát Ba lê Mỹ.
Herrera sinh ra ở Buenos Aires, Argentina và bắt đầu học múa ba lê ở đó khi mới 7 tuổi với cô giáo Olga Ferri. Cô nhanh chóng trở thành một thần đồng được chú ý ở Nam Mỹ, chiến thắng nhiều cuộc thi và tiếp tục đào tạo tại Trường múa ba lê Minsk ở Cộng hòa xã hội chủ nghĩa Xô viết Belorussian (nay là Belarus); trở về Buenos Aires, cô được chọn vào vai Cupid trong một buổi biểu diễn của Don Quixote tại Teatro Colón.
Với danh tiếng ngày càng lớn, Herrera được Natalia Makarova mời đến học cùng cô tại Nhà hát Ba lê Quốc gia Anh ở London. Ngay sau đó, cô học tại trường múa ba lê của Mỹ ở thành phố New York, nơi cô đã gây ấn tượng đến nỗi cô được chọn để nhảy vai chính trong Raymonda trong buổi biểu diễn hội thảo hàng năm của trường.
Cô chính thức trở thành thành viên của đoàn kịch ba lê của Mỹ vào năm 1991; vào năm 1993, cô được thăng chức thành nghệ sĩ độc tấu và đến năm 1995, cô trở thành một vũ công chính.
Herrera được Tổ chức Luật Di trú Hoa Kỳ vinh danh năm 2001 vì những đóng góp của bà với tư cách là thành viên của dân nhập cư New York. Ngoài việc là một nữ diễn viên ba lê được kính trọng, cô còn là một nhân vật phổ biến trong bối cảnh xã hội New York.